# Tajvani Köztársaság
A Tajvani Köztársaság (臺灣民主國, pinjin: Táiwān Mínzhǔguó, eredetileg "Tajvani Demokratikus Állam", alternatív elnevezése Formosai Köztársaság) rövid életű államalakulat volt  Tajvan szigetén 1895-ben, miután a kínai Csing (Qing)-dinasztia császára az első kínai–japán háború során elszenvedett vereség miatt lemondott a szigetről a Japán Birodalom javára a simonoszeki béke értelmében. A köztársaságot a japán csapatok megérkezése előtt kiáltották ki és hivatalosan akkor szűnt meg létezni, amikor a szigetet Japán annektálta.

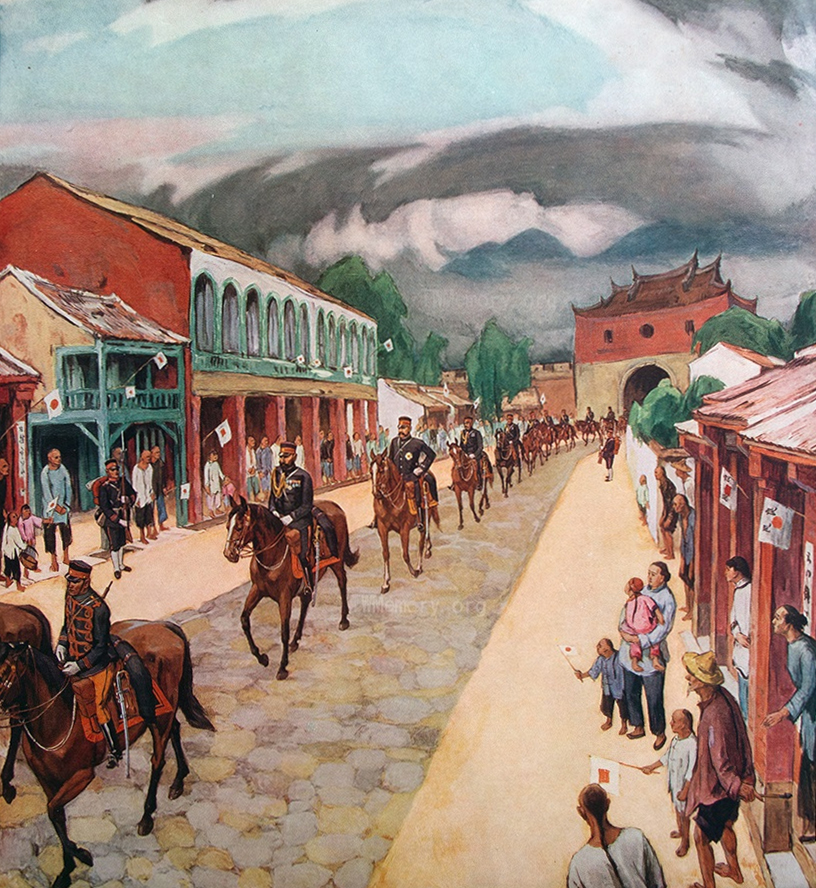
Japán csapatok megszállják Taipei városát. Festmény 1895-ből.

A köztársaságot a Csing (Qing)-dinasztiához hű, magas rangú tisztviselők és a helyi nemesség tagjai kiáltották ki, mivel azt remélték, ezzel megakadályozhatják japánokat abban, hogy a sziget felett ellenőrzést gyakoroljanak. A szigetet a simonoszeki békében adta át Kína a japánoknak. 1895. május 24-én a köztársaság függetlenségi nyilatkozatának angol változatát elküldték a szigeten található minden nemzet nagykövetségének, majd másnap, május 25-én rövid ceremónia során kikiáltották a köztársaságot. A köztársaság hatóságai rövid fennállásuk alatt világossá tették, hogy cselekedetüket a Csing (Qing) uralkodóval szemben érzett hűségük vezérelte és a köztársaságot Kína szövetségesének tekintették.
A névhasonlóság ellenére a Tajvani Köztársaság mai támogatói (akik Tajvan teljes függetlenségét szeretnék elérni) nem tekintik elődjüknek ezt az államalakulatot, mivel azt teljes mértékben a Csing (Qing) uralkodó felé érzett hűség jeleként hozták létre, míg ma a tajvani függetlenség támogatói inkább a kommunista Kínával való szembenállást hangsúlyozzák.

## A függetlenségi nyilatkozat
Részlet a függetlenségi nyilatkozat eredeti szövegéből:
日寇強橫，欲併台灣。台民曾派代表詣闕力爭，未蒙俞允。局勢危急，日寇將至。我如屈從，則家鄉將淪於夷狄；如予抗拒，則實力較弱，恐難持久。業與列國迭次磋商，儉謂台灣必先自立，始可予我援助。台灣同胞，誓不服倭，與其事敵，寧願戰死。爰經大會議決，台灣自立，改建民主國；官吏皆由民選，一切政務秉公處理。但為禦敵及推行新政，必須有一元首，俾便統率，以維持秩序而保安寧。巡撫承宣布政使唐景崧為萬民所敬仰，故由大會公推為台灣民主國總統……
A szöveg hozzávetőleges fordítása (a Japánra vonatkozó becsmérlő megjegyzések elhagyása után, az angol változatból):
„A japán hatalmas nemzet, amely Tajvan elfoglalására törekszik. Tajvan lakosságának képviselői az udvar (a Csing (Qing)-uralkodó) segítségéért folyamodott, de kérésüket elutasították. A helyzet válságos, mert a japánok közelednek. Amennyiben megadjuk magunkat, hazánk az ellenség kezébe kerül; ha az ellenállást választjuk, erőink nem elégségesek ahhoz, hogy az agressziót elhárítsák. Számos nagyhatalommal tárgyalásokat folytattunk és arra a következtetésre jutottunk, hogy Tajvannak önállósodnia kell, mielőtt bármilyen segítséget kaphat. Tajvan népe sohasem adja meg magát Japánnak; inkább a halált választjuk, minthogy az ellenséget szolgáljuk. A népgyűlés döntésének értelmében Tajvan önálló lesz és demokratikus köztársasággá válik. Minden köztisztviselőt a nép választ meg és minden hivatalos ügyben az egyenlőség elvét kell követni. Az új állam védelmére és a kormány intézkedéseinek végrehajtására egy elnök kerül megválasztásra, aki koordinálja és felügyeli a közrend fenntartását és a béke biztosítását. Tang Csing-szung (Tang Jingsong) kormányzót a nép csodálja és elfogadja és ezért a népgyűlés megválasztotta a Formosai Köztársaság elnökének…”

## A Tajvani Köztársaság elnökei
| Kép | Név                              | Hivatal kezdete | Hivatal vége      | Megjegyzések |
| --- | -------------------------------- | --------------- | ----------------- | --- |
|     | Tang Csing-szung (Tang Jingsong) | 1895. május 25. | 1895. június 5.   | Az első elnök, előzőleg Tajvan kormányzója.                                                                           |
|     | Liu Jung-fu (Liu Yongfu)         | 1895. június 5. | 1895. október 21. | kínai katona, tábornok, előzőleg a Kínai-francia háborúban harcoló Fekete Zászló Hadsereg vezetője volt megszűnéséig. |